# Luis Soldevila
Luis Soldevila Ribelles (Madrid, 1958) es un traductor, editor y profesor español. Es profesor asociado en la Facultad de Ciencias de la Actividad Física y del Deporte de la UPM, experto en artes orientales, director del encuentro de Taichí anual del Parque del Retiro de Madrid desde 2003.

## Trayectoria
Soldevila es licenciado en Filosofía y Letras, Geografía e Historia por la Universidad Autónoma de Madrid. Continuó su formación en filosofías orientales y filología inglesa. Es profesor de la asignatura Inglés para la Comunicación Profesional y Académica en Ciencias del Deporte en la Universidad Politécnica de Madrid, en el INEF, y entre otros programas formativos, es profesor del Curso de Experto Universitario en Taichí y Qigong de la Universidad Politécnica de Madrid.
Soldevila es director, socio fundador y profesor del Círculo del Retiro de Taichí Chuan, que desde el año 2003 organiza un encuentro anual de escuelas y clubs de taichí en el Parque del Retiro de Madrid, dentro del Paisaje de la Luz. También fue director y editor de la revista Taichichuan, Artes y Estilos Internos. Fue alumno desde finales de los años 80 del maestro de taichí chuan Liu Zhenyuan y desde mayo del 2000 de Liang Puwan, alumno de Lei Muni, discípulo de Chen Fake.
Soldevila ha realizado numerosos trabajos de traducción de documentales, libros, series de televisión, películas de animación y películas como Urgencias (ER), 16 calles, Beavis and Butthead, Crumb, Días extraños o Historia de un matrimonio, entre otras.